# Hymn Tybetu
Gyallu – hymn Tybetu. Opowiada o oświeceniu Buddy.
Tekst hymnu napisał około 1950 roku Tridziang Rinpocze, jeden z nauczycieli XIV Dalajlamy, układając go do popularnej tybetańskiej melodii sakralnej. Powstanie oficjalnego tybetańskiego hymnu było jednym z przejawów reform zachodzących w kraju.
Obecnie hymnu używają władze tybetańskie na wygnaniu. W Chińskiej Republice Ludowej jego wykonywanie jest zakazane.

## Tekst tybetański wraz z transkrypcją
Si Zhi Phen De Dö Gu Jungwae Ter

Thubten Samphel Norbue Onang Bar.

Tendroe Nordzin Gyache Kyongwae Gön,

Trinley Kyi Rol Tsö Gye,

Dorje Khamsu Ten Pey,

Chogkün Jham Tse Kyong,

Namkö Gawa Gyaden, 

ü-Phang Gung la Regh

Phutsong Dezhii Nga-Thang Gye

Bhod Jong Chul Kha,

Sum Gyi Khyön La

Dekyi Dzogden Sarpe Khyap.

Chösi Kyi Pel Yon Dhar

Thubten Chog Chur Gyepe 

Dzamling Yangpae Kyegu

Zhidae Pel La Jör.

Bhöd Jong Tendrö Getzen Nyi-ö-Kyi

Trashi O-Nang Bumdutrowae Zi,

Nag Chog Munpae Yul Ley, 

Gyal Gyur Chig.